# Rautahat (dystrykt)

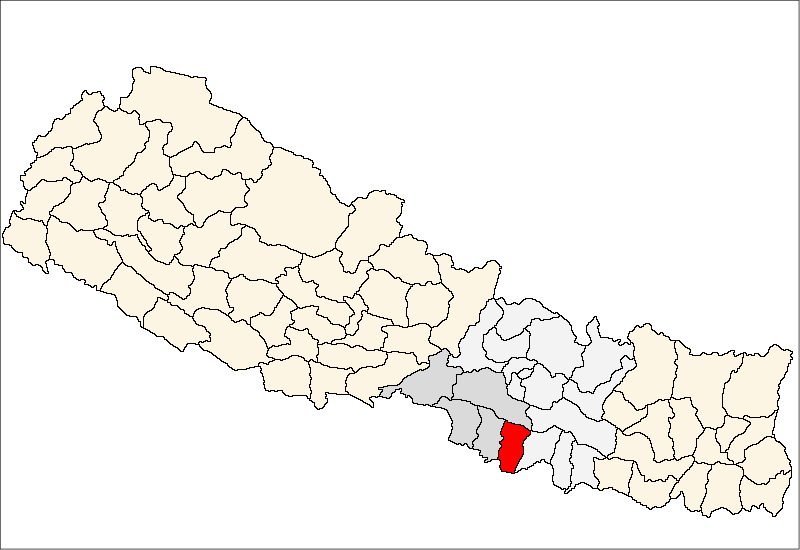
Dystrykt Rautahat

Dystrykt Rautahat (nep. रौतहट) – dystrykt Nepalu, leży w strefie Narajani. Dystrykt ten zajmuje powierzchnię 1126 km², w 2001 r. zamieszkiwało go 545 132 ludzi. Stolicą jest Gaur.